# أكل لحوم البشر

أكل لحوم البشر كما صورة هانر ستادن عام 1557

أكل لحوم البشر بالأنجليزية cannibalism وترجمتها (أكل لحم الجنس ذاته) وهي مشتقة من كلمة كاريب الأسبانية التي تصف قبائل (كاريب) الهندية التي تحدث عنها المستكشف كريستوفر كولومبوس
و قد مورس أكل لحم البشر عبر التاريخ في عدة مواضع وحالات مثل:
1- أثناء المجاعات 

2- في المدن المحاصرة

3- من بعض القبائل البدائية

4- كنوع من المبالغة في إيذاء العدو، حيث يأكل المنتصر من لحم المهزوم!

5- اعتقاد البعض أن أكل لحم الأعداء ينقل قدراتهم لهم

6- كإحدى الطقوس الدينية أو طقوس الدفن

7- كمرض سلوكي جنسي

## أمثلة تاريخية
- وجد الأثريون عظاما بشرية في أوعية طهي عمرها نصف مليون عام في الصين، ومن أشهر القبائل التي أشتهرت بهذا النشاط قبيلة (أناسازي) في أمريكا الشمالية
- ويقال أن جيمس كوك الذي قتله سكان هاواي قد تم التهامه
- وقد يكون أكل لحم البشر نوع من التكريم للميت مثلما تفعل بعض القبائل في نيوزيلندا فهي تمجد ذكرى الميت بأن تأكل مخه، فبعد أن يموت شخص له مكانة عندهم تجتمع القبيلة حول جثته وينشدون بعض الأناشيد الدينية ثم يستخرج ساحر القبيلة مخ الميت ويوزعه بالتساوي بين المشيعين ليأكلوا منه.
- خلال الحرب العالمية الثانية تواترت الأخبار عن أكل الجنود اليابانيين بعضهم وأكل أعدائهم وذلك بعد محاصرتهم من قبل الأمريكيين وقطع المؤونة عنهم في إحدى الجزر

## في تاريخ العرب
ذكر الجاحظ. وغيره في تاريخ العرب بعض القبائل العربية التي عرفت بأكلها للبشر ومن تلك القبائل قبيلة هذيل وقبيلة بني أسد وباهلة والعنبر من بني تميم.

قال الشاعر يذكر ذلك في هذيل.
وذكر شاعر يذكر ذلك في بني العنبر من تميم.
وقال شاعر يذكر أكل لحوم البشر في باهلة.
وقال شاعر يذكر أكل لحوم البشر في بني أسد.

## في العصر الحديث
اضطر الناجون من حادث الرحلة 571 لسلاح الجو الأوروغوياني بأكل لحم المتوفين من ضحايا الحادث لأنهم انعزلوا لمدة 72 يوم في جبال الأنديز على ارتفاع 600 3 متر.

اشتهر العديد من السفاحين بأكل لحوم البشر مثل آرمين مايفيس فني الكمبيوتر الألماني الذي أعترف بقتل وأكل رجل في أوائل عام 2001 حيث التقى به بعد أن أعلن على مواقع الإنترنت أنه يطلب "شابا قوي البنية ما بين الثامنة عشر والثلاثين، للذبح ثم قال ما يفيد بعد ذلك إنه قتله برضا الأخير، غير أن ما يزعم من هذا "التراضي في الفعل" لم يهدئ من حالة الاشمئزاز التي أصابت الشعب الألماني.
و من السفاحين أيضا ألبرت فيش الذي اغتصب وقتل وأكل عددا من الأطفال خلال العشرينات، وقد قال إنه كان يشعر بلذة جنسية هائلة نتيجة ذلك، وأيضا السفاح الروسي أندريه تشيكاتيلو، الذي قتل 53 شخصا على الأقل بين عامي 1978 و1990 
كما اشتهرت قضية إسي ساجاوا، آكل لحوم بشر ياباني اشتهر بقتله طالبة السوربون الدنماركية رينيه هارتيفيلت، والذي اعتبره الأطباء «مجنون» وبالتالي لا يمكن إخضاعه للمحاكمة، فتم إعادته إلى اليابان حيث مكث في مصح عقلي لخمسة عشر شهرا، خرج بعدها ويعيش حتى اليوم طليقا في اليابان، ويشير البعض أن ذلك تم بتدخل والده المتنفذ في اليابان.
في الحرب العالمية الثانية: إن كثيرا من حالات أكل لحوم البشر بحكم الضرورة سجلت خلال الحرب العالمية الثانية. على سبيل المثال، خلال 872 يوما من حصار لينينغراد، تقارير عن أكل لحوم البشر بدأت تظهر في شتاء 1941-1942، بعد كل الطيور والفئران والحيوانات الأليفة كانت تؤكل من قبل الناجين.شرطة لينينغراد شكلت وحدة خاصة لمكافحة أكل لحوم البشر. وبعد هذا الانتصار السوفياتي في ستالينغراد وجد أن بعض الجنود الألمان في المدينة المحاصرة، قطع من الوازم، استخدمت في أكل لحوم البشر. في وقت لاحق، في شباط / فبراير 1943، تم نقل ما يقرب من 100,000 من الجنود الألمان (أسرى الحرب). إلى معسكرات أسرى الحرب في سيبيريا أو آسيا الوسطى حيث حصلت مجاعة من قبل خاطفيهم السوفياتي الذين لجئوا إلى العديد من أكل لحوم البشر. أقل من 5,000 من الأسرى الذين أخذوا في ستالينغراد نجا من الأسر. الأغلبية، إلا أنهم توفوا في وقت مبكر من سجنهم بسبب التعرض أو المرض الناجم عن الظروف السائدة في الجيش بتطويق قبل الاستسلام.
في أجزاء من أوروبا الشرقية خلال الحرب العالمية الثانية، وهناك روايات من بعض الناس بالعثور على أظافر الإنسان في النقانق يشير إلى أن المواد الغذائية وكانت تتألف من اللحم البشري.
كتبت العديد من التقارير والشهادات التي جمعتها والأسترالي لجرائم الحرب التابع لمحكمة طوكيو، والتحقيق من قبل المدعي العالم وليام ويب (القاضي المستقبل العام للقوات المسلحة)، تشير إلى أن الجنود اليابانيين، في أجزاء كثيرة من منطقة شرق آسيا الكبرى ارتكبوا أعمال أكل لحوم البشر ضد أسرى الحلفاء في الحرب. وفقا للمؤرخ يوكي تاناكا: «أكل لحوم البشر في كثير من الأحيان نشاط منهجي التي أجرتها فرق كاملة وتحت قيادة ضباط».
في بعض الحالات، تم قطع اللحم من الناس الذين يعيشون. لأسرى الحرب الهندي، وشهد لانس نايك حاتم علي (في وقت لاحق من مواطني باكستان)، بأنه في غينيا الجديدة: "القوات اليابانية بدأت في اختيار السجناء وكل يوم أحد السجناء يقتل ويؤكل من قبل الجنود. وأنا شخصيا رأيت هذا يحدث وحوالي 100 سجين تم تناولهم في هذا المكان من قبل اليابانيين. والمتبقين منا نقلوا إلى مكان آخر على بعد 50 ميلا (80 كم] بعيدا حيث توفي 10 سجناء من المرض. وفي هذا المكان، وعادت القوات اليابانية مرة أخرى لاختيار السجناء لتناول الطعام، أما الأفراد المختارون لأكلهم تم نقلهم إلى كوخ حيث تم قطع لحمهم من أجسادهم، بينما كانوا على قيد الحياة وألقي بهم في حفرة حيث توفوا في وقت لاحق.
آخر حالات موثقة وقعت في Chichijima جزيرة في اليابان في شباط / فبراير 1945، حين قتل وأكل الجنود اليابانيون خمسة من أفراد سلاح الجو الأميركي. تم التحقيق في هذه القضية في عام 1947 في محاكمة جرائم الحرب، و30 من الجنود اليابانيين للمحاكمة، وخمسة (Matoba الميجور الجنرال تاتشيبانا، الأدميرال موري، النقيب Yoshii، والدكتور Teraki) ثبتت إدانتهم وتم شنقهم. وفي Flyboys الكتاب: قصة حقيقة عن الشجاعة، جيمس برادلي ذكر تفاصيل عدة حالات من أكل لحوم البشر من أسرى الحرب العالمية الثانية الحلفاء على أيدي خاطفيهم اليابانية. ويدعي صاحب البلاغ أن هذا لا يشمل فقط طقوس قطع من كبد السجناء طازجة وقتل، ولكن أيضا الإبدال مقابل بقاء السجناء أحياء على مدى عدة أيام، وبتر أطرافهم فقط حسب الحاجة للحفاظ على اللحوم الطازجة.